# سینمای اوکراین از زمان استقلال
سینمای دوران استقلال اوکراین با فروپاشی صنعت فیلم در دهه ۱۹۹۰ و تلاش برای بازسازی آن در دهه‌های ۲۰۰۰ و ۲۰۱۰ از زمان اعلام استقلال اوکراین پس از همه‌پرسی استقلال در سال ۱۹۹۱ مشخص می‌شود. اگرچه صنعت متمرکز فیلم در این دوران رو به زوال بود، استودیوهای مستقل فیلم، شرکت‌های پخش و شبکه ای از سینماها در حال توسعه بودند. در دهه ۲۰۱۰، به دلیل توسعه فناوری‌های دیجیتال و کاهش هزینه‌های تولید، تعداد فیلم‌های کوتاه در اوکراین به سرعت رو به افزایش گذاشت. اگرچه صنعت سینما در آن زمان ضرر می‌کرد، تعدادی از فیلم‌های اوکراینی در جشنواره‌های بین‌المللی فیلم موفق بودند.

## سیاست
در ۵ اوت ۱۹۸۸، رادای عالی اتحاد جماهیر شوروی اوکراین، کمیته دولتی فیلمبرداری را منحل کرد و اوکراین را بدون نهاد دولتی مسئول توسعه سینما باقی گذاشت. پس از اینکه اوکراین استقلال خود را به دست آورد، یوری ایلینکو با ایجاد صندوق دولتی سینماتوگرافی اوکراین در اوت ۱۹۹۱، که تا می ۱۹۹۳ کار کرد، سعی کرد چنین ساختاری را بازسازی کند. درژکینو فعالیت خود را تنها در سال ۲۰۰۵ و به دنبال فرمان کابینه وزیران اوکراین در ۲۲ نوامبر ۲۰۰۵ از سر گرفت. هانا چمیل اولین رئیس درژکینو جدید شد.

## تاریخچه

### سینمای اوکراین در دهه ۱۹۹۰
در دهه ۱۹۹۰، به دلیل فروپاشی اتحاد جماهیر شوروی و بحران اقتصادی، سینمای اوکراین شروع به افول کرد.

### دهه ۲۰۰۰
در اواخر دهه ۲۰۰۰، فیلم با آتش و شمشیر (لهستانی: «Ogniem i mieczem») توسط کارگردان لهستانی جرزی هافمن، که در آن بازیگر اوکراینی بودان اشتوپکا نقش Hetman Bohdan Khmelnytsky را بازی کرد، موفقیت زیادی کسب کرد.

### دهه ۲۰۱۰
افزایش تدریجی تولید فیلم در اوکراین در دهه ۲۰۱۰ بود. با توجه به پیشرفت تکنولوژی، کاهش هزینه‌ها و تقاضای مخاطبان برای محصولات داخلی (به ویژه پس از انقلاب ۲۰۱۴ اوکراین)، تعداد فیلم‌ها افزایش چشمگیری پیدا می‌کند.

## دستاوردها
در سال ۲۰۰۱ تاراس تومنکو برنده جایزه بخش پانوراما از جشنواره فیلم برلین شد.
در سال ۲۰۰۳ در مسابقه اصلی همان برلیناله (جشنواره فیلم برلین)، فیلم کوتاه تراموا شماره ۹ (به اوکراینی: «Йшов трамвай ۹») توسط استپان کووال، انیماتور اوکراینی، جایزه خرس نقره ای را دریافت کرد.
در سال ۲۰۲۰، مستند کامل زمین آبی به رنگ نارنجی (به اوکراینی: «Земля блакитна, ніби апельсин») به کارگردانی ایرینا تسیلیک جایزه بهترین کارگردانی جشنواره فیلم ساندنس را دریافت کرد.